# Meriosfera
Meriosfera – rodzaj kosarzy z podrzędu Laniatores i rodziny Agoristenidae. Gatunkiem typowym jest Meriosfera gertschi.

## Występowanie
Przedstawiciele rodzaju występują na wyspie Haiti.

## Systematyka
Opisano dotychczas tylko 2 gatunki:
- Meriosfera gertschi Silhavý, 1973
- Meriosfera lineata Silhavý, 1973